# مایک مرلز
```
مایکل میلز
 نویسنده و طراح 
بازی‌های نقش آفرینی
 خیالی و داستان‌های مرتبط است. او مدیر ارشد تیم تحقیق و طراحی 
سیاهچال‌ها و اژدهایان
 بوده. او طراحی نسخه ۵ این بازی را هدایت کرد. او همچنین بر روی بازی رومیزی 
Castle Ravenloft
 و کتاب‌های فرعی نسخه ۳ و ۴ 
سیاهچال‌ها و اژدهایان
 
کار کرده‌است
.
```

## تحصیلات
مریلز دانش‌آموخته کالج دارتموث است.

## حرفه
در ژوئن ۲۰۰۵، مارلز به عنوان طراح توسط Wizards of Coast استخدام شد. او از طریق جامعه طراحان شخص ثالث d20 به شرکت جادوگران آمد. : 301  در شرکت جادوگران، وی به عنوان توسعه دهنده اصلی شاخه توسعه و تحقیق سیاهچال‌ها و اژدهایان که روی نسخه جدید ۴ کار می‌کند، کار کرد.
میرلز به همراه جرمی کرافورد، طراح اصلی نسخه پنجم سیاهچال‌ها و اژدهایان بود.

## سایر نوشته‌ها
- بازی نقش‌آفرینی  قهرمانان آهنین
- "Siege of Durgham's Folly"، از بازی Necromancer
- کتابچه راهنمای بازیکنان نسخه ۴ سیاه‌چال‌ها و اژدهایان[۷]
- راهنمای هیولاهایِ نسخه ۴ سیاه‌چال‌ها و اژدهایان[۸]
- کتاب ماجراجوییِ Keep on the Shadowfell، نسخه ۴ سیاهچال‌ها و اژدهایان
- شماره ۴۰۰ مجله اژدها،Playtest: New Hybrid and Multiclass Options[۹]
- شماره ۳۶۰ مجله اژدها[۱۰]